# Inrikespolitik
Inrikespolitik är den politik i en stat som främst handlar om det egna landet. Exempel på inrikespolitiska frågor är kultur, trafik och utbildning. Motsvarigheten till inrikespolitik är utrikespolitik, som är den politik en stat för gentemot andra stater.